# Lijst van kunstenaars van de minimal art
Hieronder volgt een chronologische lijst van kunstenaars van de minimal art.
Kunstenaars met een * achter hun naam worden gerekend tot de oorspronkelijke groep van (Amerikaanse) minimalisten. Bij de anderen is dat minder eenduidig.
- Leon Polk Smith (1906-1996)
- Agnes Martin* (1912-2004)
- Tony Smith* (1912-1980)
- Ad Reinhardt (1913-1967)
- Ronald Bladen* (1918–1988)
- Anne Truitt (1921-2004)
- Theodoros Stamos (1922-1997)
- Ellsworth Kelly (1923-2015)
- Kenneth Noland (1924-2010)
- George Brecht (1926-2008)
- Donald Judd* (1928-1994)
- Yves Klein (1928-1962)
- Sol LeWitt* (1928-2007)
- Carel Visser (1928-2015)
- Jo Baer* (1929-2025)
- Charlotte Posenenske (1930-1985)
- Robert Ryman* (1930-2019)
- Robert Morris* (1931-2018)
- Tadaaki Kuwayama (1932-2023)
- Dan Flavin* (1933-1996)
- Bob Law (1934-2004)
- John McCracken* (1934-2011)
- Dorothea Rockburne (1934)
- Carl Andre* (1935-2024)
- Walter De Maria* (1935-2013)
- Eva Hesse (1936-1970)
- Frank Stella* (1936-2024)
- Lee Ufan (1936)
- Robert Mangold* (1937)
- Brice Marden (1938-2023)
- Ulrich Rückriem (1938)
- Richard Serra (1939-2024)
- Larry Bell* (1939)
- Micha Ullman (1939)
- Mel Bochner (1940-2025)
- Imi Knoebel (1940)
- Hanne Darboven (1941-2009)
- Keith Sonnier (1941-2020)
- Joel Shapiro (1941-2025)
- Richard Tuttle (1941)
- Kazuko Miyamoto (1942)
- Blinky Palermo (1943-1977)
- Fred Sandback* (1943-2003)
- James Turrell (1943)
- Mary Corse (1945)
- Richard Long (1945)
- Keith Milow (1945)
- Alan Charlton (1948)
- Didier Vermeiren (1951)
- Ann Veronica Janssens (1956)
- Steven Aalders (1959)
- Henk Stallinga (1962)